# ВК Војводина
Ватерполо клуб Војводина је ватерполо клуб из Новог Сада и део је СД Војводина. Тренутно се такмичи у Суперлиги Србије и Регионалној А1 лиги.

## Историја
Прве званичне ватерполо утакмице у Новом Саду одигране су почетком септембра 1935. у Дунавцу на импровизованом дрвеном игралишту, тада познатом као „Ђачком купалишту“. Поред ватерполиста из Новог Сада учествовали су и ватерполисти из Сомбора, Петровграда и Београда, а новосадски ватерполисти су освојили прво место на том турниру.
Убрзо затим, 29. новембра 1935. је основан „Пливачки и ватерполо клуб Галеб“. Године 1959. због финансијских разлога је променио име у „Морнар“. Клуб се 1962. прикључује спортском друштву Војводина и добија садашњи назив.

## Базени
Од Дунавца у почетку и затим отвореног базена на СЦ Сајмиште, клуб је своје утакмице од седамдесетих година 20. века играо у новизграђеном СПЦ Војводина, док тренутно користи затворени базен у Спортском центру Слана Бара у насељу Клиса, отворен 2009. године.

## Успеси
- Суперлига Србије

Другопласирани (4): 2008/09, 2009/10, 2010/11, 2016/17.
- Куп Србије

Финалиста (3): 2008/09, 2009/10, 2010/11.

## Познати играчи
- Бранислав Митровић
- Гојко Пијетловић
- Душко Пијетловић
- Никола Рађен
- Слободан Соро
- Милош Ћук